# 尤塔·尼豪斯
尤塔·尼豪斯（德語：Jutta Niehaus，1964年10月1日—），德国女子自行车运动员。她曾代表西德、德国参加1988年和1992年夏季奥林匹克运动会自行车比赛，其中1988年奥运会获得一枚银牌。